# 笠原邦暁
笠原 邦暁（かさはら くにあき、1958年 - ）は、日本の脚本家。アニメ、ドラマの脚本を手がける。
愛知大学卒業。システム・エンジニアを経て、1989年に『パラソルヘンべえ』で脚本家としてデビュー。妻はシャンソン歌手の笠原千恵美。

## 作品リスト

### テレビアニメ
- パラソルヘンべえ（1989年、NHK）
- バーチャファイター（1995年、テレビ東京）
- カスミン（2001年-2003年、NHK）
- デ・ジ・キャラットにょ（2003年-2004年、テレビ大阪）
- デジガールPOP!（2003年、キッズステーション）
- ケロロ軍曹（2004年-2010年、テレビ東京）
- テニスの王子様（2004年-2005年、テレビ東京）
- マシュマロ通信（2004年-2006年、テレビ大阪）
- みらくる! ぱんぞう（2004年、NHK）
- capeta（2005年、テレビ東京）
- IGPX（2006年、テレビ朝日）
- D.Gray-man（2006年-2008年、テレビ東京）
- デルトラクエスト（2007年-2008年、テレビ愛知）
- REIDEEN（2007年、WOWOW）
- ポケットモンスター THE ORIGIN（2013年、テレビ東京）※広田光毅と共同
- ドラゴンコレクション（2014年、テレビ東京）※シリーズ構成、十川誠志と共同

### 実写作品
- 奇妙な出来事 第19話「午前3時のノック」（1990年3月19日、フジテレビ・共同テレビ）
- 世にも奇妙な物語（フジテレビ・共同テレビ）
  - 「追いかけた男」（1991年8月9日）
  - 「開かずの踏み切り」（1991年10月3日）
  - 「犬の穴」・「午前3時のノック」（1991年12月26日）
  - 「逆探知」（1992年5月14日）
  - 「指環」（1995年4月3日）
- ZAP! 運が良けりゃの話じゃん! （1991年）
- 大人は判ってくれない（フジテレビ、1992年） 第1話「だから『走れメロス』は恥ずかしい」
- 裏刑事-URADEKA-（1992年、朝日放送） 第6話
- 悪い金儲け（1992年）
- 狼たちの賭け（1993年）
- 野望金融（1995年）
- フェラーリ2 勝利への疾走（1996年）
- 探偵屋の女房1・2（2000年）
- サギ師一平3（2000年）
- 浪花の雀刺　勝負（2001年） - 原案も担当
- 特攻会社員（2001年）
- 特攻会社員VS特攻OL（2002年）

### 書籍
- 漫画 パソコン通信やります（1995年）
- こんな社長が危ない―〈実録〉平成の企業倒産（1995年）
- 包・装・解 パッキング・マジック（1996年）

### ゲーム
- 魔女たちの眠り（1995年11月24日、パック・イン・ビデオ）